# Megachile timorensis
Megachile timorensis är en biart som beskrevs av Heinrich Friese 1918. Megachile timorensis ingår i släktet tapetserarbin, och familjen buksamlarbin. Inga underarter finns listade i Catalogue of Life.